# Human (album de Three Days Grace)
Pour les articles homonymes, voir Human.
Albums de Three Days Grace
Transit of Venus
(2012) Outsider
(2018)
Singles
1. Painkiller
Sortie : 1er avril 2014
2. I Am Machine
Sortie : 30 septembre 2014
3. Human Race
Sortie : 23 mars 2015
4. Fallen Angel
Sortie : 15 septembre 2015

Human est le cinquième album du groupe canadien Three Days Grace sorti le 31 mars 2015. Il s'agit aussi du premier album avec Matt Walst au chant depuis le départ d'Adam Gontier.

## Liste des Pistes
| No  | Titre                          | Durée |
| --- | ------------------------------ | ----- |
| 1.  | Human Race                     | 4:09  |
| 2.  | Painkiller                     | 2:58  |
| 3.  | Fallen Angel                   | 3:06  |
| 4.  | Landmine                       | 3:25  |
| 5.  | Tell Me Why                    | 3:30  |
| 6.  | I Am Machine                   | 3:21  |
| 7.  | So What                        | 2:57  |
| 8.  | Car Crash                      | 2:50  |
| 9.  | Nothing's Fair in Love and War | 3:44  |
| 10. | One Too Many                   | 2:41  |
| 11. | The End Is Not the Answer      | 2:52  |
| 12. | The Real You                   | 3:54  |

| 13. | Every Other Weekend             | 4:02 |
| 14. | Human Race (atmosphere version) | 3:59 |
| 15. | Painkiller (live)               | 3:20 |
| 16. | Let You Down (live)             | 4:10 |